# Hanshagen, Upahl
Hanshagen är en ortsteil i kommunen Upahl i Landkreis Nordwestmecklenburg i förbundslandet Mecklenburg-Vorpommern i Tyskland. Hanshagen var en kommun fram till 1 januari 2011 när den uppgick i Upahl. Hanshagen hade 391 invånare 2010.